# Route nationale 1 (Madagaskar)
Die Route nationale 1 (RN 1) ist eine 220 km lange, teilweise asphaltierte Nationalstraße in Madagaskar. Sie verläuft von der Hauptstadt Antananarivo im Zentrum des Landes in westlicher Richtung über Analavory nach Tsiroanomandidy, wo sie in die RN 1bis einmündet.